# إدارة ريو سان خوان
إدارة ريو سان خوان (Río San Juan) هي أحد إدارات نيكاراغوا، تم تشكيلها في عام 1957، عاصمة هذه الإدارة هي سان كارلوس، وتحتوي هذه المحافظة على أرخبيل من الجزر وكذلك نهر سان خوان.

## جغرافيا
تقع الإدارة في جنوب شرق نيكاراغوا وتتاخم الحدود مع كوستاريكا وتتطل علي ساحل البحر الكاريبي وبحيرة نيكاراغوا، وهي تغطي ما مساحته 7.473 كيلومتر مربع من مساحة البلاد.

### الموقع
- إقليم جنوب الساحل الكاريبي المستقل

- إدارة شونتالس

- إدارة ريفاز

## ديموغرافيا
ويبلغ عدد سكانها 95.500 نسمة (تعداد2012) وتبلغ الكثافة السكانية 13 نسمة \ كم2 .

## البلديات
1. الميندرو
2. الكاستيلو
3. موريتو
4. سان كارلوس
5. سان جوان دي نيكاراغوا
6. سان ميجيوليتو